# Liste der Naturdenkmale in Elbtal (Hessen)
Die Liste der Naturdenkmale in Elbtal (Hessen) nennt die im Gebiet der Gemeinde Elbtal im Landkreis Limburg-Weilburg in Hessen gelegenen Naturdenkmale.
| Bild | Bezeichnung | Ortsteil, Lage                           | Beschreibung               | Art   | Nr.     |
| ---- | ----------- | ---------------------------------------- | -------------------------- | ----- | ------- |
| BW   | Linde       | Dorchheim 50° 30′ 11,9″ N, 8° 3′ 42,1″ O | Friedhof, Elbtal-Dorchheim | Linde | 3533006 |

## Belege
1. ↑  
Liste der Naturdenkmale im Landkreis Limburg-Weilburg. (PDF; 33 kB) In: www.landkreis-limburg-weilburg.de. Landkreis Limburg-Weilburg, März 2018, abgerufen am 10. Juni 2022.

- Karte mit allen Koordinaten:
- OSM |
- WikiMap